# OV-chipkaart
OV-chipkaart (abbreviazione dell'olandese openbaar vervoer chipkaart, che significa "carta a chip per il trasporto pubblico") è un sistema di bigliettazione elettronica attraverso smart card contactless usato per tutti i trasporti pubblici terrestri di linea nei Paesi Bassi. Introdotto nel 2005, a partire dal 3 novembre 2011 costituisce l'unico sistema di pagamento sulle linee ferroviarie e delle metro, tram e bus, sostituendo per queste ultime tre il vecchio sistema denominato strippenkaarten. Sulla rete ferroviaria, invece, è possibile acquistare i biglietti in altri formati.
La OV-chipkaart è stata creata per l'iniziativa di cinque delle maggiori compagnie di trasporto del paese: la società nazionale ferroviaria Nederlandse Spoorwegen, la società di bus Connexxion e le società di trasporto pubblico urbano delle tre maggiori città: la GVB di Amsterdam, la HTM dell'Aia e la RET  di Rotterdam. Per raggiungere questo obiettivo, le cinque società hanno creato una joint venture denominata Trans Link Systems (abbreviato TLS) per sviluppare, attivare ed estendere a tutte le reti di trasporto pubblico del paese la OV-chipkaart.

## Storia
A partire dagli anni 1980, diversi sistemi di pagamento elettronico furono testati nei Paesi Bassi. Tra questi primi tentativi, si può citare la Magneetkaart sviluppata da Siemens, e il Tripperpas testato per circa due anni a Groninga sui bus della compagnia Arriva.
Lo sviluppo del sistema OV-chipkaart iniziò nell'ottobre 2001 con la creazione della Trans Link Systems da parte delle cinque compagnie di trasporto NS, GVB, RET, HTM e Connexxion. Tra le attività, nel 1999, ci fu anche la delega alla Nederlandse Spoorwegen per andare a Hong Kong per studiare il sistema della Octopus card, basato sullo standard MIFARE, in avanzata fase di sviluppo e lanciato due anni più tardi. Il sistema poi attivato negli anni a seguire nei Paesi Bassi è direttamente mutuato da quello di Hong Kong. Nel 2002, i primi lettori furono testati dalla RET a Rotterdam con la Tournicard e, nel 2003, le NS testarono a loro volta i lettori sulla Hoekse Lijn (Schiedam - Hoek van Holland). Il sistema OV-Chipkaart fu per la prima volta testato da dei viaggiatori di Rotterdam nel 2005. Il sistema è diventato totalmente operativo in tutto il paese a partire dal 2012.

## Funzionamento

### Tariffa

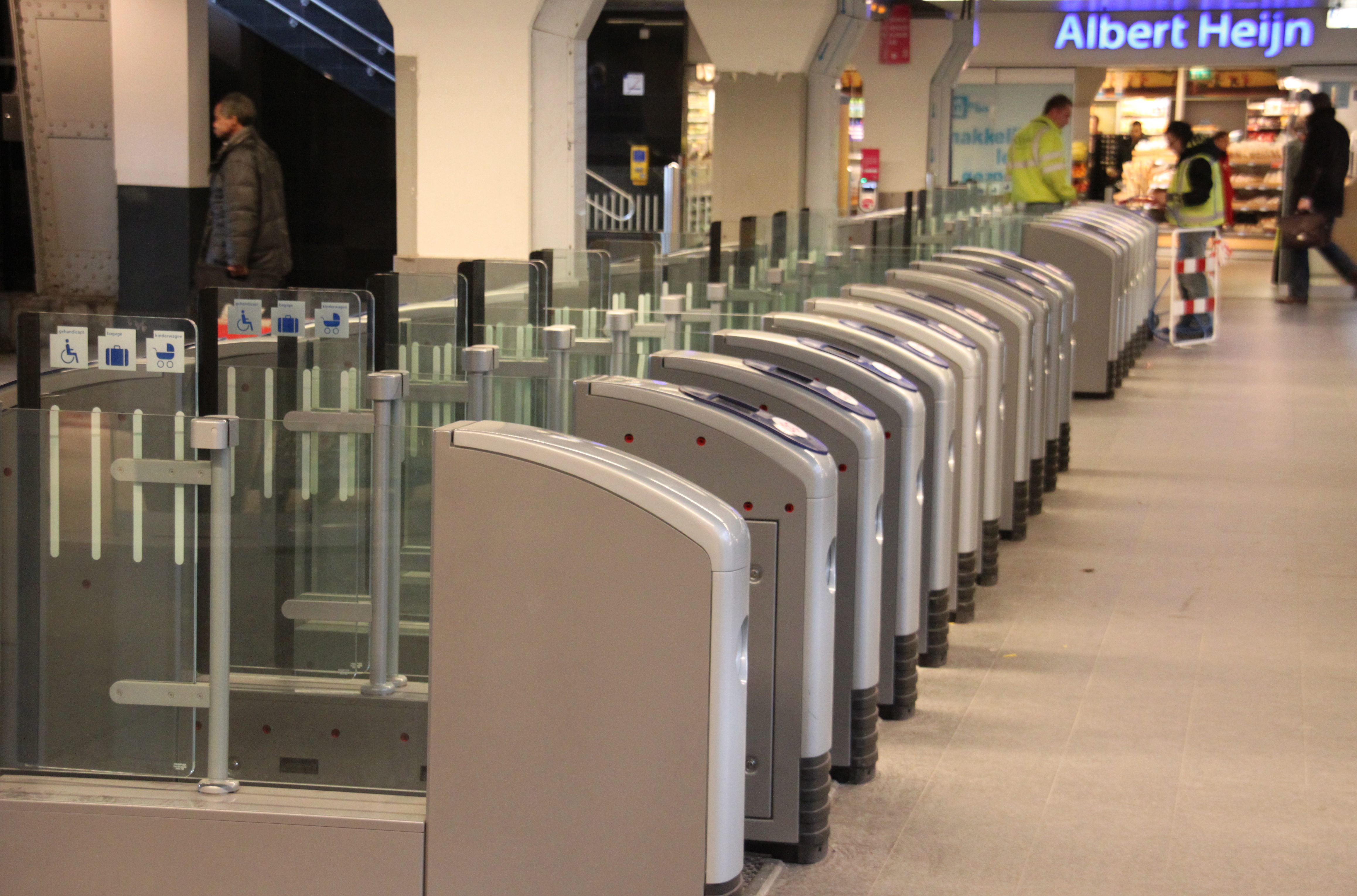
Tornelli per la OV-chipkaart alla stazione di Amsterdam Centraal.

L'OV-chipkaart funziona con una tariffazione pay as you go, ovvero proporzionale alla distanza  percorsa o al numero di zone attraversate, sullo stesso modello dell'Oyster Card di Londra. Gli utenti devono procedere a un check-in all'ingresso della stazione, per metro o treno, o alla salita sul mezzo, per bus e tram, e a un check-out, rispettivamente, all'uscita dalla stazione o alla discesa del mezzo. Il costo della tratta viene decurtato dalla carta, nel limite del saldo disponibile.

#### Cauzione (Instaptarief)
Il sistema di tariffazione differisce se la carta viene utilizzata per il treno o per uno degli altri mezzi. Il principio di base della tariffazione dell'OV Chipkaart è il prelievo di una cauzione, detta Instaptarief e prelevata automaticamente dal saldo nel momento in cui l'utente effettua il check-in. Questo serve ad evtare il rischio che l'utente dimentichi o eviti in modo fraudolento di effettuare il check-out. L'ammontare della cauzione è automaticamente rimborsato al check-out, momento in cui, contemporaneamente, viene invece addebitato l'importo del viaggio. Per ciascun viaggio saranno quindi presenti tre movimenti sulla carta: l'addebito della cauzione, la restituzione della cauzione e l'addebito del costo del viaggio. L'ammontare della cauzione è di 4 euro per i viaggi in bus, tram e metro, e di 10 o 20 euro per i viaggi in treno, a seconda che la carta abbia o meno associato un abbonamento.

#### Pay as you go
Sui mezzi di trasporto pubblico la tariffazione dell'OV-chipkaart è basata sul pagamento di una tariffa di base (Basistarief) al momento del check-in, più una tariffa chilometrica proporzionale alla distanza percorsa. Questo ammontare forfettario è prelevato indipendentemente dalla distanza percorsa dall'utilizzatore, ed è fissata su scala nazionale. Alla data di agosto 2013, era pari a 0,86€. Anche se il sistema di pagamento è uniforme a livello nazionale, ciascuna azienda di trasporto definisce una tariffazione chilometrica propria al di là della tariffa di base e della cauzione. A titolo di esempio, il costo di una corsa sul tram di identica lunghezza sarà dunque differente a Amsterdam e a L'Aia. In caso di cambio di mezzo, deve essere effettuato il check-out su quello dal quale si discende e nuovamente il check-in su quello sul quale si sale ma, se il tempo trascorso tra le due operazioni è inferiore a 35 minuti, il sistema considera questo come un cambio e non addebita nuovamente la Basistarief.
In caso di viaggio in treno il check-in viene effettuato alla stazione di salita del primo treno e il check-out viene effettuato alla stazione di discesa dell'ultimo treno e, in caso di cambi non viene effettuato nessun check-out e check-in intermedio. Inoltre per i viaggi in treno non è dovuta la Basistarief.

### Prodotti
La OV-chipkaart può essere utilizzata sia per viaggi occasionali sia per viaggi per i quali l'utente è titolare di un abbonamento. L'abbonamento deve essere sottoscritto con la specifica compagnia di trasporti che fornisce il servizio e registrato sulla carta stessa. La carta fa la funzione quindi di carta di abbonamento per le tratte per cui l'utente è titolare di abbonamento e normale carta a scalare di credito per tutte le altre tratte. Il sistema sceglierà automaticamente se e quanto addebitare dal credito disponibile in funzione del mezzo utilizzato e della tratta percorsa.

### Ricarica

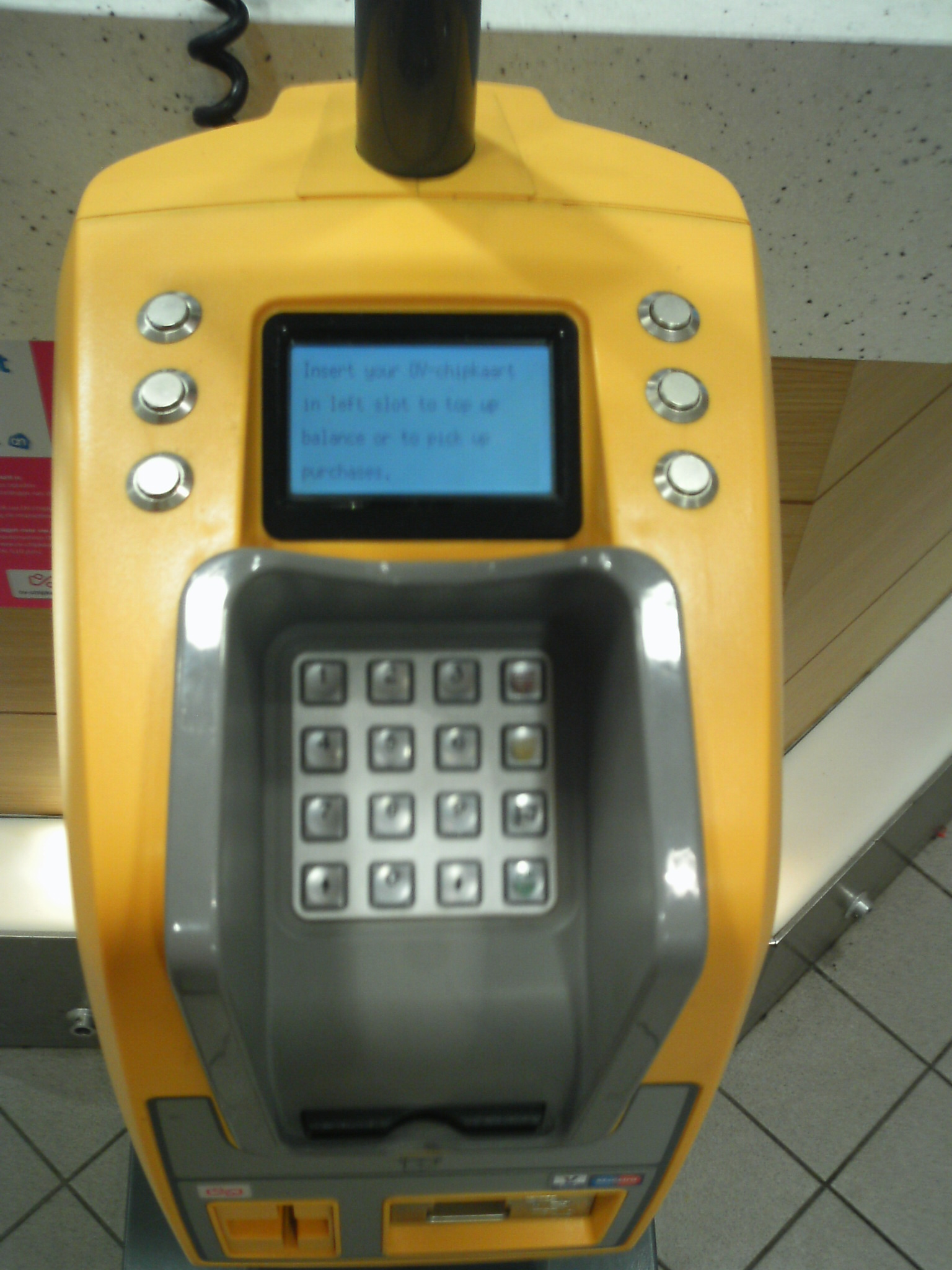
Macchinetta per la ricarica rintracciabile presso supermercati, tabaccai, ecc.

È possibile ricaricare la OV-chipkaart presso le stazioni ferroviarie dei Paesi Bassi e presso alcuni esercizi pubblici, quali, ad esempio, le catene di supermercati Albert Heijn e Jumbo. La carta può essere anche ricaricata in linea. A partire dal 3 marzo 2025 sono stati rimossi dai supermercati i punti di ricarica, ma è ancora possibile trovarli in cartolerie, stazioni e tabaccai.

### Gestione online
A seconda del tipo di carta e degli abbonamenti ad essa associati, è possibile gestire la carta attraverso login al sito dedicato. Ciò permette all'utilizzatore di accedere all'insieme delle informazioni relative alle proprie OV-chipkaart, ai prodotti associati (abbonamenti, riduzioni) e allo storico delle transazioni. La piattaforma permette anche di effettuare richieste in linea quali cambio di prodotti associati, richieste di rimborsi, ecc.